# Zlatko Jankov
Zlatko Georgiev Jankov (in bulgaro Златко Георгиев Янков?; Burgas, 7 giugno 1966) è un ex calciatore bulgaro, di ruolo difensore.

## Carriera
Conta 79 presenze e 4 gol con la Bulgaria dal 1990 al 1999, e ha fatto parte alle spedizioni del Campionato mondiale di calcio 1994, 1998 e del Campionato europeo di calcio 1996.

## Palmarès

### Club

#### Competizioni nazionali
- Campionato bulgaro: 3

Levski Sofia: 1992-1993, 1993-1994, 1994-1995
- Coppa di Bulgaria: 3

Levski Sofia: 1991, 1992, 1994
- Coppa di Turchia: 1

Beşiktaş: 1997-1998